# Eleocharis aestuum
Eleocharis aestuum är en halvgräsart som beskrevs av D.M.Hines och A.Haines. Eleocharis aestuum ingår i släktet småsäv, och familjen halvgräs. Inga underarter finns listade i Catalogue of Life.